# 50 Ans
50 Ans és un curtmetratge canadenc de 1989 dirigit per Gilles Carle. Va guanyar la Palma d'Or al millor curtmetratge al 42è Festival Internacional de Cinema de Canes.

## Argument
La pel·lícula consta de breus clips que celebren el 50è aniversari de la National Film Board of Canada. Les pel·lícules següents s'inclouen al curtmetratge:
- Very Nice, Very Nice (1961)
- Neighbours (1952)
- Evolution (1971)
- Pas de Deux (1968)
- The Bead Game (1977)
- The Railrodder (1965)